# Linus Beach
Der Linus Beach (englisch; bulgarisch бряг Лин brjag Lin) ist ein 2 km langer Strand im Nordwesten von Snow Island im Archipel der Südlichen Shetlandinseln. Er liegt 1,5 km westlich des Gostun Point und 1,6 km östlich des Mezdra Point auf der Ostseite des Kap Timblón.
Bulgarische Wissenschaftler benannten ihn 2020 nach Linos, Sohn der Kalliope und Musiklehrer des Herakles aus der griechischen Mythologie.